# Цыгане в Албании

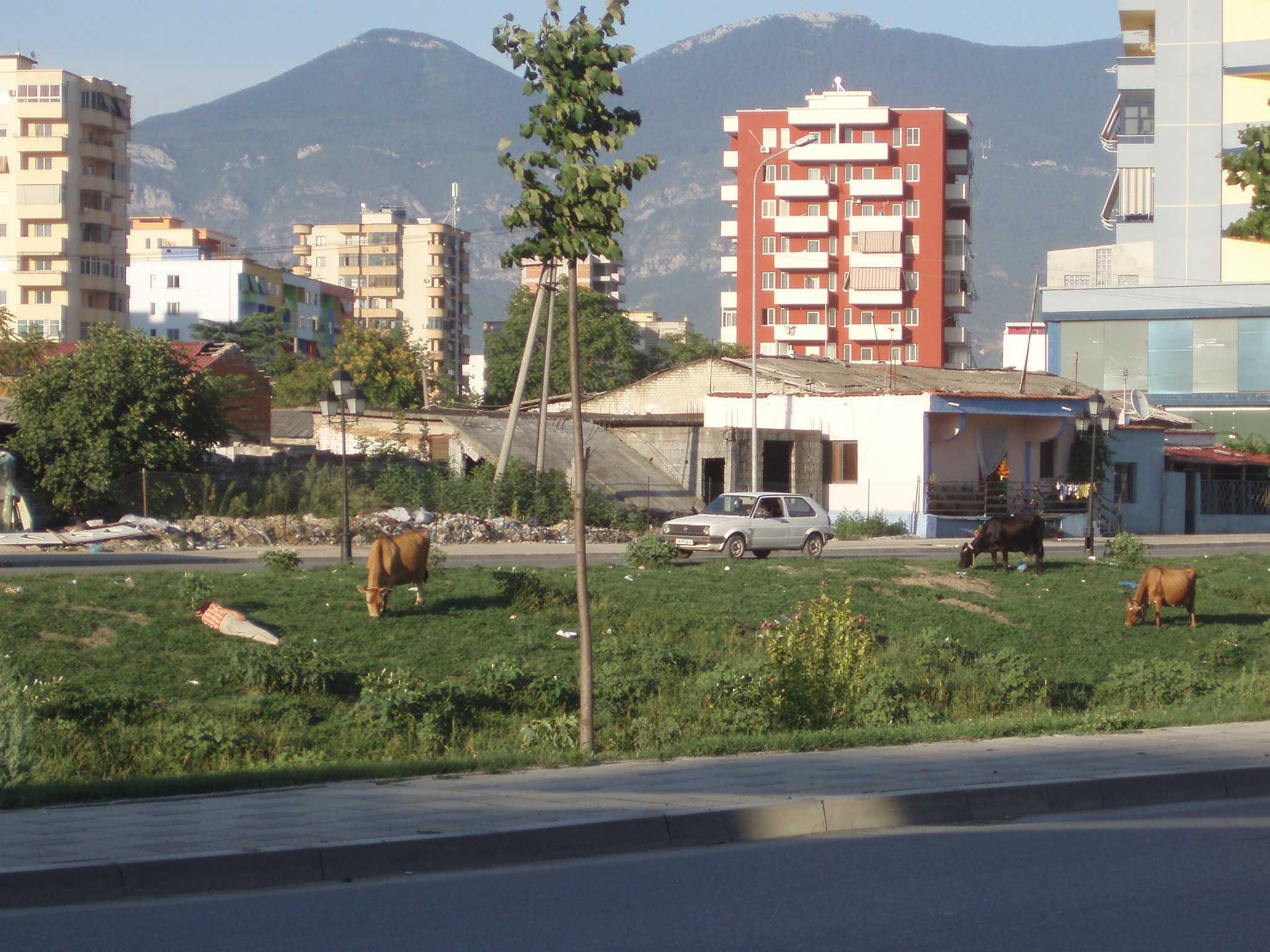
Цыганское поселение в Тиране, у реки Лана, 2006 год.

В Албании проживает большое количество цыган, которые являются частью более крупной цыганской диаспоры.

## Терминология
Этнические албанцы исторически использовали различные наименования для обозначения цыган, большинство из которых сегодня считаются оскорбительными, в том числе:
- Габель («незнакомец», слово, происходящее от корня племени Калбелия[англ.]), иногда используется для обозначения традиционно кочевых и менее ассимилированных албанских цыган;
- Магджуп (связано с предполагаемым происхождением из Египта);
- Арикши (укротитель медведей, ранее занятие цыган в Румынии и Турции), преимущественно использовалось в южных диалектах;
- Курбат (имеется в виду эмиграция Гурбети[англ.], используется в районе Корчи);
- Кифто (греческого происхождения, обычно используется в Гирокастре);
- Цергетар/Цергар (турецкого происхождения, означает «палаточник»)[3].

В среде цыган этнические албанцы называются «гаджо», а также «белыми». «Белая рука» также может использоваться ими для обозначения албанцев, а также нецыганских меньшинств, таких как греки, арумыны и славяне.

## История

### Происхождение
Цыгане первоначально пришли в Европу из Северной Индии, предположительно с территории современных северо-западных индийских штатов Раджастхан и Пенджаб.
Лингвистические данные бесспорно показали, что корни цыганского языка лежат в Индии: язык имеет грамматические характеристики индийских языков и разделяет с ними большую часть основного словарного запаса, например, части тела или повседневную жизнь.
Точнее, цыганский язык разделяет основной лексикон с хинди и панджаби. Он имеет много общих фонетических особенностей с марвари, а его грамматика ближе всего к бенгальскому языку.
Генетические данные 2012 года позволяют предположить, что цыгане возникли на северо-западе Индии и мигрировали группой. Согласно генетическому исследованию, проведённому в 2012 году, предки нынешних зарегистрированных племён и зарегистрированных кастовых популяций Северной Индии, традиционно называемых дома, вероятно, являются предковыми популяциями современных европейских цыган.
В феврале 2016 года во время Международной конференции ромов министр иностранных дел Индии заявил, что представители цыганской общины — дети Индии. Конференция завершилась рекомендацией правительству Индии признать общину рома, проживающую в 30 странах, частью индийской диаспоры.

### Миграция в Албанию
Самое старое свидетельство о присутствии цыган в Албании датируется 1635 годом, и, возможно, они присутствовали уже с XII — XIII веков.

### Османская эпоха
В эпоху Османской империи большинство цыган в Албании, а также на прилегающих территориях обратились в ислам. Османское правление установило систему миллета, согласно которой право христиан исповедовать свою религию было защищено законом, но им было предоставлено второсортное гражданство с более высокими налогами, невозможностью свидетельствовать против мусульман, невозможностью носить оружие или иметь лошадей, ограничениями на посещение церкви, строительство, запрет на прозелитизм и различные другие ограничения — факторы, которые в конечном итоге привели к обращению в ислам. Кроме того, в ответ на периодические восстания были случаи, когда региональные губернаторы на албанских территориях принуждали к обращению в другую веру, несмотря на то, что такое принуждение традиционно запрещено исламским и османским законодательством. По этим причинам большинство цыган в Албании и большинстве соседних регионов приняли ислам, как и большая часть окружающего албанского и славянского населения, за исключением некоторых регионов.
При некоторых османских правителях цыгане-мусульмане считались неправильными мусульманами из-за определённых ритуальных различий, и их облагали налогами и дискриминировали так же, как и христиан. При Мехмеде IV на мёртвых цыган был наложен налог, который продолжали платить до тех пор, пока с живых цыган не было собрано достаточно денег, чтобы заменить их предполагаемые взносы, в то время как другие правители предпринимали попытки «перевоспитать» цыган. Были также случаи, когда присутствие цыган запрещалось в мечетях или на кладбищах.
В поздней Османской империи арумыны, албанцы и цыгане разделяли угнетённое положение, будучи социально-экономически обездоленными меньшинствами, населявшими разваливающееся государство. Таким образом, османская эпоха считалась эпохой относительного «равенства» для народов «рома» и «гаджо» в Албании, при этом эти две популяции обычно жили мирно и в гармонии, а лагеря цыган обычно располагались на окраинах албанских городов.

### Ранняя эпоха независимости
В конце XIX — начале XX века многие цыгане, в основном мусульмане, бежали из районов, которые недавно стали независимыми от османов, где из-за их веры они считались «османскими коллаборационистами». Рома приехали в Албанию в основном из Македонии, Косово и Сербии. Рома также бежали в Албанию из Румынии, где они недавно находились в рабстве, чтобы поселиться в Албании и на других территориях, всё ещё находящихся под контролем Османской империи.
Даже после того, как Албания сама добилась независимости от Османской империи, цыгане оказались в лучшем положении, чем в Югославии, но к ним по-прежнему относились с презрением, с большим социально-экономическим разрывом между цыганами и албанцами, сегрегированными районами и не было «практически никаких смешанных браков между ромами и нецыганами».

### Во время Второй мировой войны
В отличие от многих стран Восточной Европы и, наряду с евреями в Албании, цыгане не подвергались жестоким преследованиям и/или не отправлялись в лагеря смерти в Албании во время Второй мировой войны. Большую часть войны Албания находилась под контролем итальянского марионеточного режима. Цыгане действительно участвовали в войне, многие из них сражались в албанской армии, а цыгане в Албании, Македонии и Косово обычно поддерживали итальянцев и албанские власти. Однако, хотя цыгане по большей части остались нетронутыми как итальянцами, так и албанскими националистами, всё же цыгане подвергались преследованиям во время кратковременной немецкой оккупации Албании в 1943 году, хотя кратковременность немецкого присутствия ограничивала ущерб, который они могли нанести цыганскому населению.

### Эпоха социализма
Энвер Ходжа навязал Албании жёсткий сталинистский режим, пытаясь гомогенизировать население путём подавления религиозных и культурных различий. Хотя цыганам, как меньшинству, предположительно предоставлялись льготы и защита, на самом деле это было не всегда так, и в 1960 году премьер-министр Мехмет Шеху попытался запретить цыганам въезд в албанские города.

### Последующая эпоха
Несмотря на неравенство и подавление в коммунистическую эпоху, крах коммунизма принёс цыганам ещё больше несчастий, поскольку они стали первыми, кто остался без работы и быстро опустился на дно общества; в результате многие цыгане сегодня ностальгируют по временам коммунизма.
В конце 1990-х годов цыгане начали временно мигрировать в Грецию, где нашли больше возможностей трудоустройства, положив начало повторяющейся модели сезонной миграции рома в Грецию из Албании.

## Демография
По данным Роберта Элси, численность цыган в Албании составляет от 60 000 до 100 000 человек. По оценкам 1994 года, в Албании проживало 95 000 цыган. По оценкам ERRC, в Албании проживает 120 000 цыган. Последняя перепись в 2011 году насчитала в Албании 8301 цыгана, но её обвинили в резком занижении численности цыган в стране, что вызвало критику со стороны Совета Европы.
Цыгане проживают по всей стране, но некоторые из крупнейших общин живут вокруг столицы Тираны, деревень близ Фиери, а также городов Берат, Гирокастра и Корчи.

## Социально-экономическое положение
Уровень бедности среди цыган в Албании особенно высок (78%) по сравнению с уровнем бедности в Албании в целом (22%).
Вопреки ожиданиям многих иностранцев, расследования показали, что дискриминация ромов в Албании обычно носит скорее тонкий, чем явный характер, и цыгане обычно не сталкиваются с какой-либо открытой дискриминацией. В некоторых случаях отношения между цыганами, с одной стороны, и албанским большинством и другими группами «гаджо» с другой, часто бывают довольно тёплыми в сельской, традиционной и «некоммерческой жизни» и как большинство албанской интеллигенции, так и большая часть рабочего класса обычно положительно относятся к цыганам, которых редко, если вообще когда-либо, называют «этническими врагами». С другой стороны, «гаджо» могут неохотно принимать цыган как равных в городской и «коммерческой жизни». Однако цыгане могут пострадать из-за отказа признать самобытность своей идентичности и традиций, в то же время цыгане жалуются, что, хотя албанцы не выражают открыто насмешек, они могут рассматривать цыган как бедных, грязных, глупых, шумных и вовлечённых в воровство, и в результате они подвергаются широкой, но негласной дискриминации на рынке труда.
В коммунистический период цыгане из Гирокастры, Корчи, Тираны и Берата работали на ремесленных предприятиях. Однако со временем спрос на их продукцию снизился, и предприятия в основном были закрыты, когда Албания отошла от социализма.
В 2007 году цыганская организация написала, что около 90% цыган безработные, 40% цыган живут в плохих жилищных условиях, 20% не имеют средств, необходимых для покупки лекарств, 40% цыганских семей просят своих детей работать, а не получать полное образование — для удовлетворения основных семейных потребностей, и что уровень грамотности цыган упал с конца коммунистической эпохи и в настоящее время составляет 47,6%, при этом неграмотными являются больше женщин, чем мужчин.

## Язык
Цыгане не получают образование на родном языке.

## Культура
Культура рома отличается от культуры этнического албанского большинства, а также культур других меньшинств, таких как арумыны и греки, по ряду причин.
Делается важное различие между цыганом и «гаджо», нецыганом, при этом цыган обязательно является человеком цыганской крови и/или человеком, который постоянно демонстрирует принадлежность к цыганскому народу и солидарность с ним — таким образом, хотя и в регионе Карпат определение цыгана строго основано на крови, в Албании и прилегающих к Балканам регионах ребёнок «гаджо», выросший в цыганской семье и в цыганской культуре и демонстрирующий последовательную солидарность с цыганами, рассматривается как полноценный цыган, тогда как рома, отказавшийся от своих корней — нет, а идентификация «цыган-полукровок» как цыган или «гаджо» осуществляется исключительно на основании их приверженности цыганским ценностям.
Гендерные отношения являются патриархальными, как и среди албанцев, но патриархальные ценности у цыган гораздо более строгие, чем у этнических албанцев, хотя это может быть связано с недавними культурными изменениями среди этнического албанского населения. Сексуальные нравы среди цыган также описываются как гораздо более «пуританские», чем среди албанцев.
Общественная жизнь цыган описывается как очень общинная, при этом большинство вещей считается принадлежащими сообществу, а не отдельному человеку.

### Брак
Для цыган долгое время было табу вступать в брак с нецыганами, и действительно, подавляющее большинство цыган предпочитают вступать в брак с представителем своей группы, а не с другими цыганами. Цыганские браки на самом деле обычно заключались в пределах одного «фиса» (социальный порядок рома вращается вокруг «фис», заимствованного албанского слова, которое в контексте рома относится к «племени», основанному на близком семейном родстве), хотя некоторые представители молодого поколения сейчас игнорируют этот обычай.
Свадьбы обычно состоят из застолий, танцев и музыки и проходят в субботу или воскресенье. Их часто не признают, поскольку супруги обычно не достигают установленного законом возраста вступления в брак в Албании. У цыган редко, если вообще когда-либо, религиозные лидеры играли важную роль на свадьбах.

### Религия
Большинство цыган в Албании являются культурными мусульманами, принявшими христианство во времена Османской империи. Меньшинство цыган — христиане, принадлежащие к Албанской православной церкви.
Праздник Святого Георгия, отмечаемый шестого мая, является событием первостепенной важности как для цыган-мусульман, так и для цыган-христиан, а Святой Георгий считается символом цыганского народа.

### Традиции
Традиционная одежда цыган резко отличается от одежды албанцев и воспринимается ромами как главный символ их идентичности и отличия от этнических албанцев. Женщины рома обычно носят кофты с цветочным принтом и вышивкой золотыми нитями. На свадьбах и других традиционных мероприятиях женщины носят платья, украшенные золотыми нитями и розами, мужчины постарше — тёмно-красные костюмы, а мужчины помоложе — рубашки с цветочным принтом.
Ремёсла также долгое время были важной частью экономической культуры рома: по состоянию на 2005 год в этом производстве участвовало 15% цыган. Ремесленное производство раньше составляло основную часть экономики рома, но с крахом коммунизма многие цыганские ремесленные предприятия также потерпели неудачу, а условия крайней бедности создали ситуацию, когда цыганам было трудно передавать свои традиционные ремесленные обычаи.
Цыганские народные танцы и музыка считаются важной частью цыганской культуры и одной из отличительных её черт. В большинстве цыганских кварталов присутствуют люди, являющиеся профессиональными музыкантами. Цыганские музыканты признают, в частности, заметное влияние Турции и Греции на их музыку, причём греческая поп-музыка в последнее время стала очень влиятельной из-за регулярной иммиграции в Грецию, настолько, что в некоторых кругах её обвиняют в «подрыве цыганской культуры».
Хотя традиционные цыганские сказки уже давно передавались из поколения в поколение, сегодня этот обычай разрушается, поскольку лишь меньшинство цыган помнит эти сказки. В попытке остановить это культурное угасание были сделаны публикации о местном цыганском фольклоре, но они сделаны на албанском, а не на цыганском языке.